# قلعه اسماعیل‌آقا
قلعه اسماعیل آقا روستایی است از توابع بخش نازلو و در شهرستان ارومیه استان آذربایجان غربی ایران. يا به آشورى قالا ( قالت قشه عونا ) ܩܠܐ ܕܩܫܐ ܥܘܢܐ

## جغرافیا
قلعه‌ای که نام روستا از آن گرفته شده، بر فراز تپه‌ای صخره‌ای و منفرد در ضلع شمال‌غربی روستا واقع شده است. این تپه به‌طور طبیعی در دهانه دره‌ای قرار دارد که رودخانه نازلو از آن عبور می‌کند و به سمت دریاچه ارومیه جریان می‌یابد. قلعه به دلیل موقعیت استراتژیک خود، بر دشت ارومیه تسلط داشته و مسیرهای منتهی به ارتفاعات مرزی فعلی (سرو) و منطقه وان در زمان اورارتوها را کنترل می‌کرده است.  ￼
نام قلعه برگرفته از نام رئیس و بزرگ قبیله شکاك، اسماعیل آقا (سمکو یا سمیّتکو) است که در فاصله سال‌های ۱۲۹۰ تا ۱۳۰۹ هجری شمسی، یعنی اواخر دوره قاجار و اوایل سلطنت رضاخان، فرمانروای بخش وسیعی از آذربایجان بود. این قلعه یکی از مراکز فعالیت‌های سیاسی اسماعیل آقا علیه دولت وقت به شمار می‌رفت و گویا وی از این قلعه به عنوان استراحتگاه تابستانی نیز استفاده می‌کرد.
نام روستای قلعه اسماعیل‌آقا در زبان آشوری به “قالا” یا “قالت قشه عونا” اشاره می‌شود. در زبان آشوری (سریانی) این عبارت به صورت زیر نوشته می‌شود:

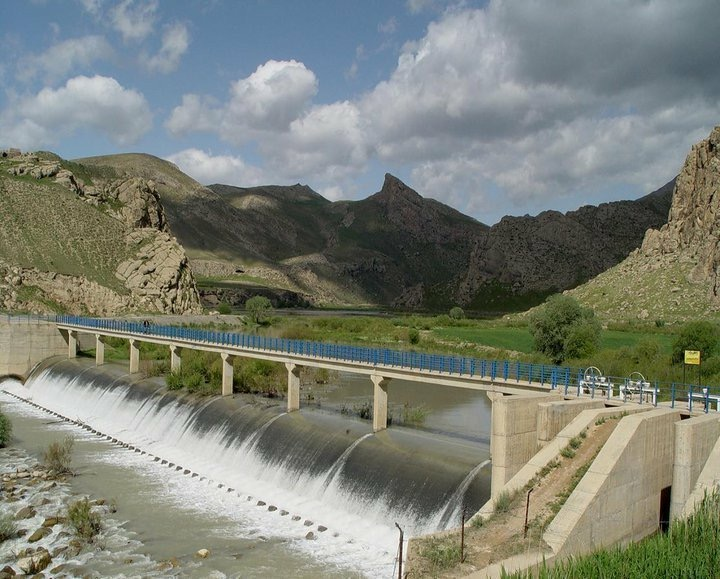
سد آبى روستاى قلعه اسماعيل اقا

ܩܠܐ ܕܩܫܐ ܥܘܢܐ
(قالت قشه عونا).

## جمعیت
این روستا در دهستان نازلوچای قرار داشته و بر اساس سرشماری سال ۱۳۸۵ جمعیّت آن ۸۹۷ نفر (۱۴۰ خانوار)
بوده‌است.
بر اساس برآوردهای محلی در سال‌های اخیر، جمعیت روستا حدود ۱۲۰۰ نفر در قالب ۱۶۰ خانوار برآورد می‌شود. در گذشته، اکثریت جمعیت این روستا را آشوریان مسیحی تشکیل می‌دادند، اما در پی تحولات سیاسی و اجتماعی منطقه، بخش عمده‌ای از آنان مهاجرت کردند. در حال حاضر، تنها دو خانواده آشوری در روستا سکونت دارند و کلیساهای تاریخی ماربیشو و حضرت مریم همچنان توسط آن‌ها حفظ شده‌اند.

## حضور تاریخی آشوریان در منطقه
در اوایل قرن بیستم و به‌ویژه در دوران جنگ جهانی اول، منطقه آذربایجان غربی شاهد درگیری‌های گسترده‌ای بود. آشوریان که در این منطقه سکونت داشتند، درگیر این تحولات شدند. یکی از وقایع مهم، ترور مارشیمون، رهبر مذهبی آشوریان، توسط اسماعیل آقا سیمیتقو (سمکو) بود. این حادثه منجر به درگیری‌های خونینی میان نیروهای سمکو و آشوریان شد. در نتیجه این درگیری‌ها، بسیاری از آشوریان مجبور به ترک منطقه شدند و جمعیت آن‌ها در روستاهایی مانند قلعه اسماعیل‌آقا کاهش یافت.  ￼ ￼ ￼
با وجود کاهش جمعیت، آثار فرهنگی و مذهبی آشوریان در منطقه باقی مانده است. برای نمونه، کلیسای شرق آشور ماربیشو در روستای قلعه اسماعیل‌آقا با تلاش اهالی آشوری بازسازی شده و آیین‌های مذهبی مانند “مورتوخه” در آن برگزار می‌شود.  ￼
امروزه، اگرچه جمعیت آشوریان در روستای قلعه اسماعیل‌آقا نسبت به گذشته کمتر شده است، اما آن‌ها همچنان به حفظ فرهنگ، زبان و آیین‌های مذهبی خود ادامه می‌دهند. کلیساهای تاریخی و مراسم‌های سنتی نشان‌دهنده تداوم حضور فرهنگی این جامعه در منطقه است.

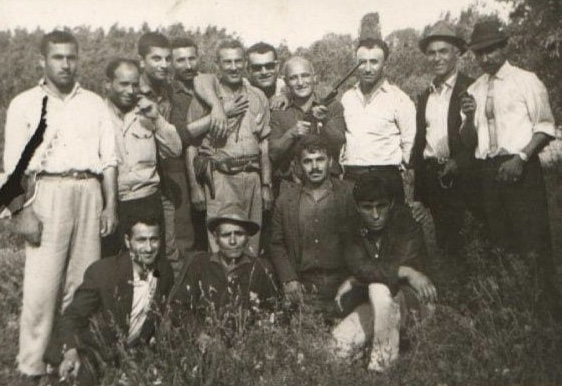
آشوريان روستاى قلعه اسماعيل اقا

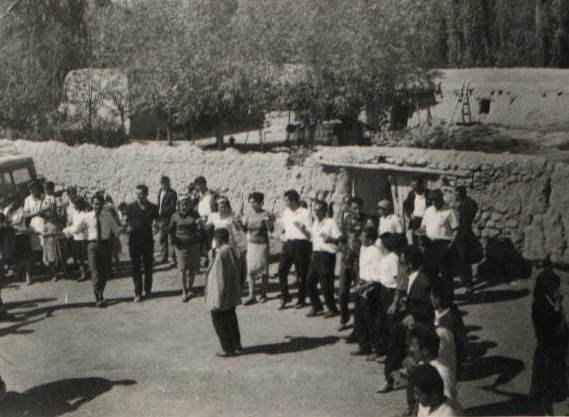
آشوریان روستای قلعه اسماعیل آقا

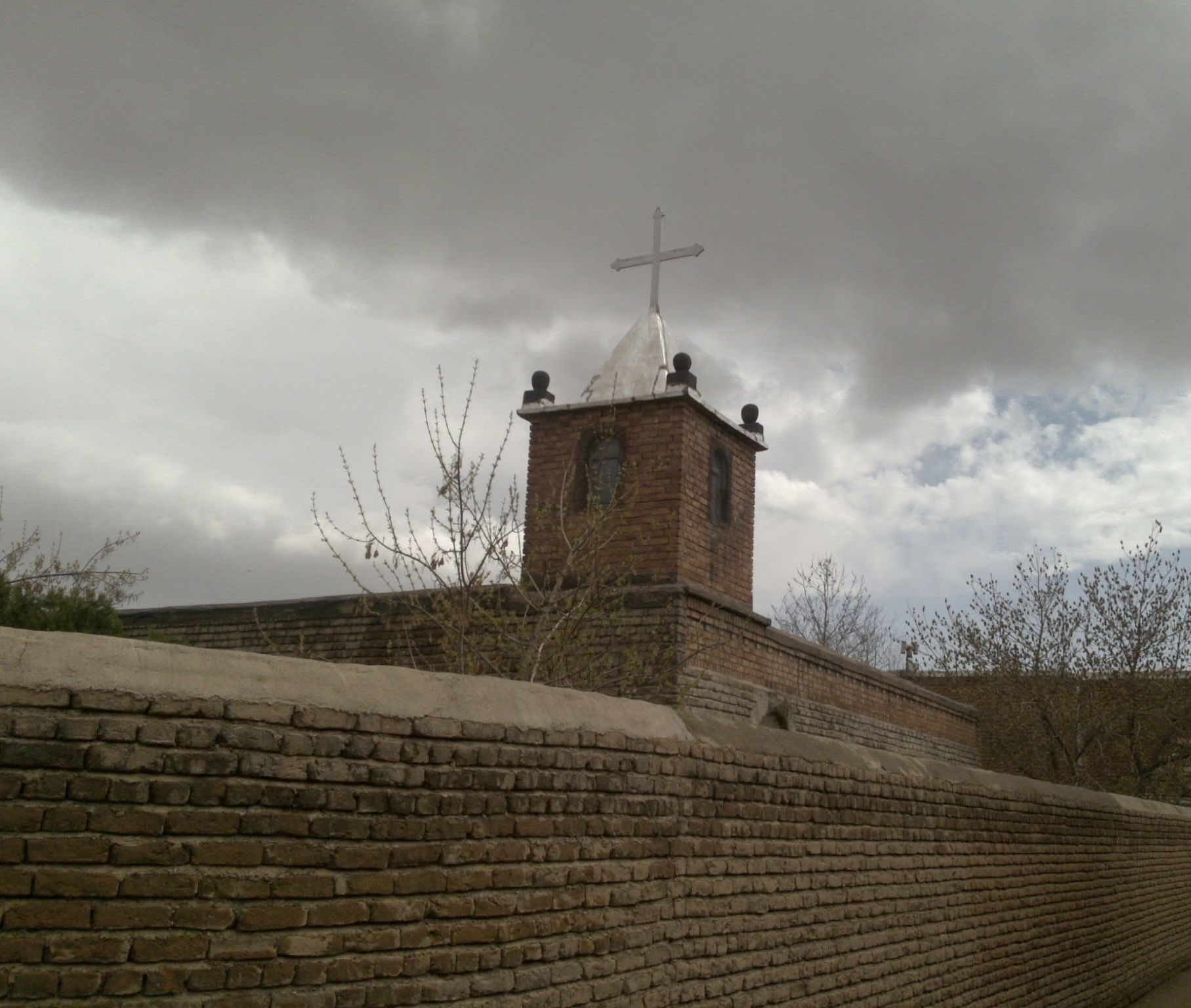
کلیسای ماربیشو

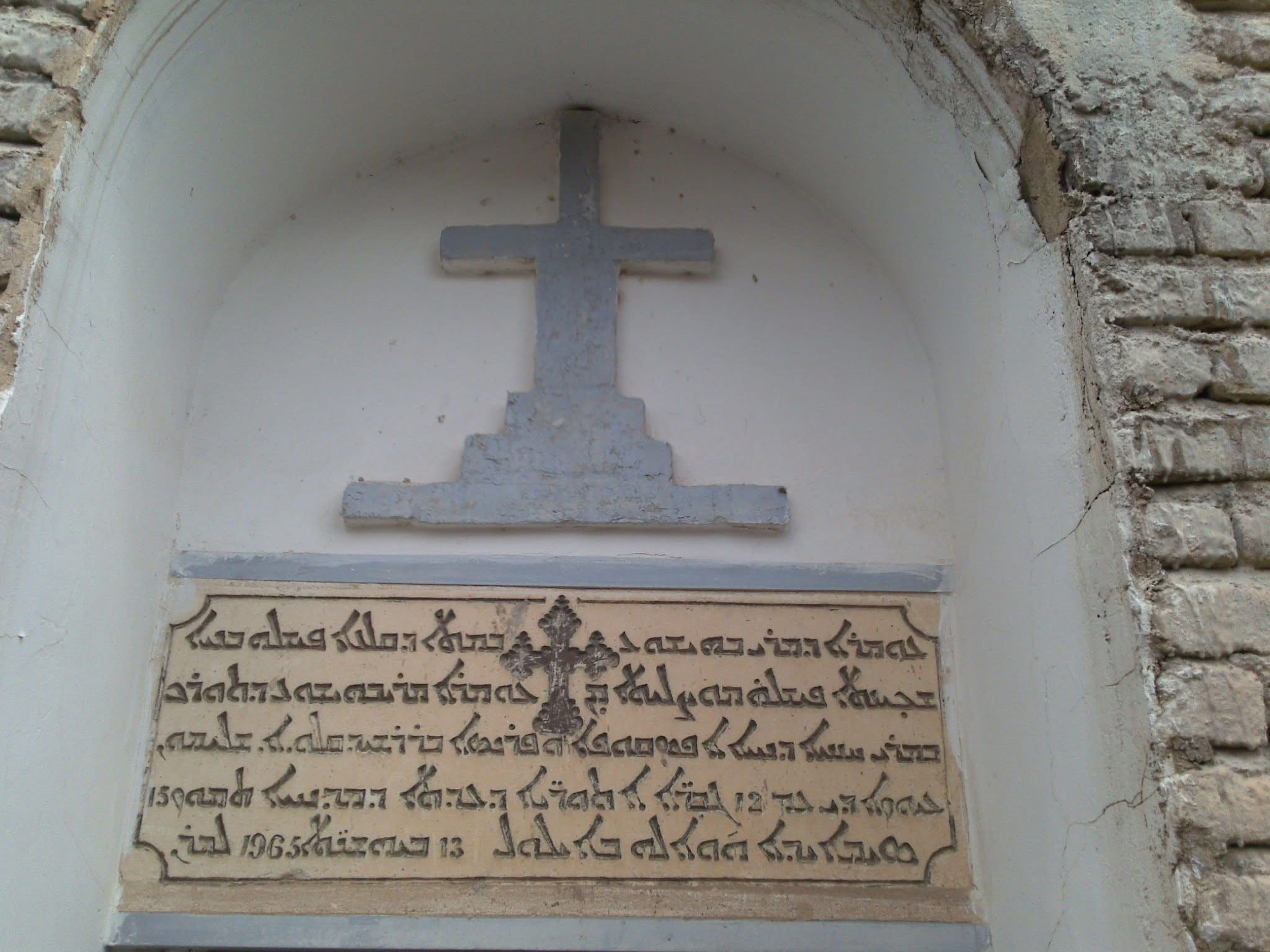
كليساى ماربيشوو

## تاریخ
تپه باستانی قلعه اسماعیل‌آقا یکی از آثار مهم دوره اورارتویی در غرب دریاچه ارومیه است که به همراه دیگر آثار پیرامونی آن از غارهای دوره پارینه‌سنگی تا دوره اسلامی شامل: قلاع، دروازه‌های ورودی، محوطه مسکونی، حصارهای تدافعی، برج‌های مقبره‌ای و گور دخمه‌های صخره‌ای در ردیف مکان‌های شاخص باستانی منطقه ارومیه می‌باشد.  ￼
برخی پدیده ها مانند عوامل طبیعی، گسترش ساخت و ساز های نظامی، احداث یک سد بسیار بزرگ بر روی رودخانه نازلو و حفاري های غير مجاز، سبب آسیب دیدن و تخریب این قلعه و محوطه اطراف آن شد. با این حال، این منطقه از دهه هاي آغازين سده نوزدهم ميلادي چندین بار مورد تحقیق و بررسی باستان شناسان ایرانی مانند كياني، بابك راد، زاهدي و خارجی مانند كارل استنلي كوون، اورال استين، هيئت ايتاليايي به سرپرستي آلپاكونوولّو، هيئت دانشگاه پنسيلوانيا به سرپرستي رابرت دايسون، پروفسور ولفرام كلايس آلماني، هيئت ايتاليايي به سرپرستي پكورلّا و سالويني و سولكي قرار گفت. نقشه‌ای که  پروفسور كلايس در سال ۱۹۷۶ از این قلعه طراحی کرد، به نسبت دیگر نقشه ها دقیق‌تر است. در نتیجه این کاوش ها تعدادی آثار باستاني روي قلعه كه بیشتر آن ها مربوط به دوره اورارتو است، آثاری ارزشمند از دوران میانی پارينه سنگي جدید (حدود ۶۰۰۰۰ سال پیش) و تعدادی اثر مربوط به دوران اسلامي یافت شد.

## ثبت ملی
محوطه قلعه اسماعیل‌آقا در تاریخ ۲۵ آبان ۱۳۸۷ با شمارهٔ ثبت ۲۳۴۹۰ به‌عنوان یکی از آثار ملی ایران به ثبت رسیده است. 

## جاذبه‌های گردشگری

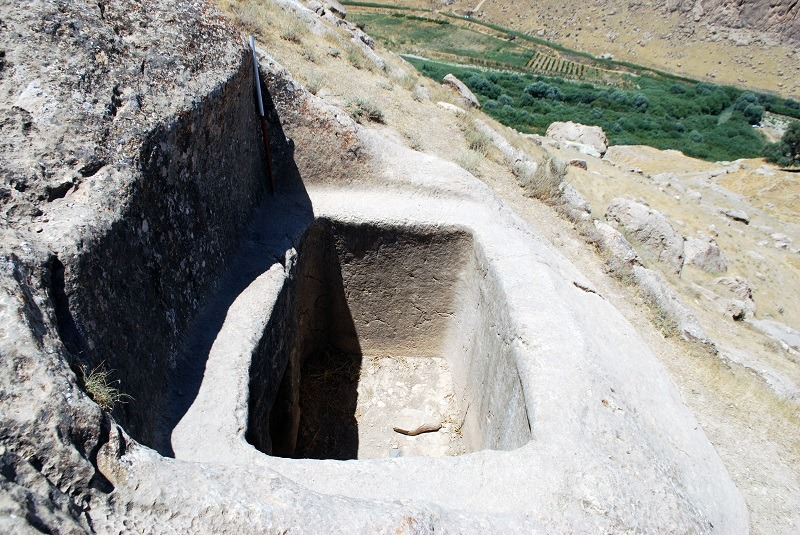
دخمه‌های سنگی روستاى قلعه اسماعيل اقا

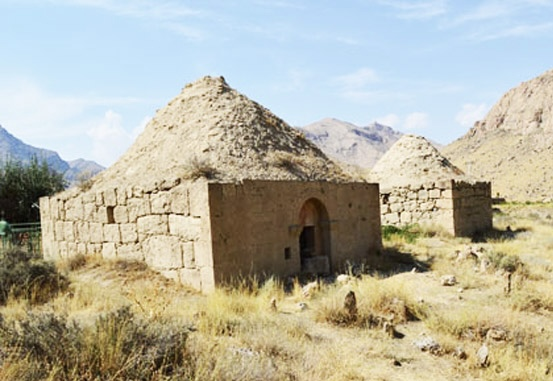
مقابر مربوط به دوره صفویه

علاوه بر قلعه تاریخی، این منطقه دارای جاذبه‌های گردشگری متعددی است، از جمله غار تمتمان، برج‌های مقبره‌ای صفویه و گور دخمه‌های اورارتویی. همچنین، موقعیت جغرافیایی این منطقه در نزدیکی مرزهای چهار کشور، اهمیت آن را از نظر گردشگری و فرهنگی دوچندان می‌کند.

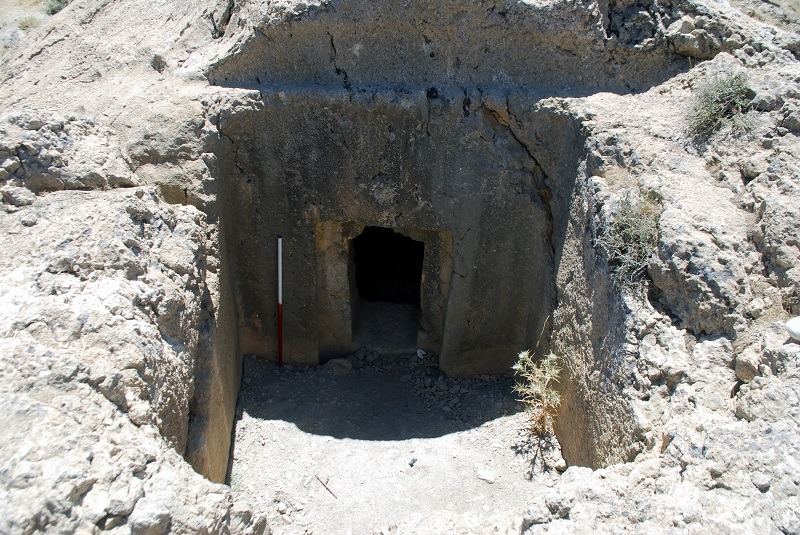
دخمه هاى سنگى روستاى قلعه اسماعيل اقا